# Мечеть Атік Алі-паші
Мече́ть Аті́к Алі́-паші́ (тур. Atik Ali Paşa Camii) — мечеть у районі Мейдан міста Едірне, Туреччина.
Розташована на вулиці Атік Алі-паші, приблизно за 1,5 км від мечеті Селіміє, мечеть сьогодні відкрита для богослужінь. Мечеть, що перебуває під егідою Головного управління фондів, була зареєстрована рішенням Ради з охорони культурної та природної спадщини Едірне від 04.07.2003 за номером 7697.

## Історія
Хоча точна дата будівництва мечеті невідома, відомо, що її збудував Атік Алі-паша (також відомий як Хадим Атік Алі-паша), один із візирів періоду правління султана Баязида II. Вважається, що мечеть була побудована до 1506 року, оскільки Атік Алі-паша помер у цьому році.